# 장지현 (축구 해설가)
장지현(1973년 11월 23일~)은 대한민국의 축구 해설가이다. 현재 SBS와 쿠팡플레이에서 축구 해설위원을 맡고 있다.

## 학력
- 강원고등학교 졸업
- 서울예전 방송연예과[1] 전문학사

## 경력

### 방송
- SBS
  - 2019년 5월 2019 FIFA U-20 월드컵 폴란드 축구 해설위원
  - 2017년 6월 2017 FIFA U-20 월드컵 코리아 축구 해설위원
  - 2016년 6월 2016 리우올림픽 축구 해설위원
  - 2014년 6월 2014 FIFA 브라질 월드컵 축구 해설위원
  - 2011년 3월 24일 ~ 풋볼매거진 골! 패널
  - 2010년 6월 2010 FIFA 남아공 월드컵 축구 해설위원
  - 2009년 8월 ~ SBS Sports 축구 해설위원
  - 2009년 8월 ~ SBS 축구 해설위원

- MBC
  - 2006년 6월 2006 FIFA 독일 월드컵 축구 해설위원
  - 2005년 ~ 2009년 7월 MBC ESPN 축구 해설위원

- FOOTBALL2.0
  - 2003년 ~ 2006년 UEFA 챔피언스리그 축구 해설위원

- SPO TV 게임즈
  - 2013년 12월 ~ 2014년 3월 EA SPORTS 피파온라인3 챔피언십 2013 해설위원
  - 2014년 6월 ~ 2014년 8월 EA SPORTS 피파온라인3 챔피언십 2014 해설위원

- SPO TV
  - 2018년 ~ SPO TV 해설위원
- 다음
  - 한준희 장지현의 원투펀치 진행자

- tvN
  - 2022년 《전설이 떴다 군대스리가》 해설위원